# Kyōko Hikami
Cette page contient des caractères spéciaux ou non latins. S’ils s’affichent mal (▯, ?, etc.), consultez la page d’aide Unicode.
 (21 janvier 2016).
Kyōko Hikami (氷上 恭子, Hikami Kyōko) est une seiyū japonaise née le 11 janvier 1969.

## Filmographie

### Anime
| Année                 | Titre                                                      | Rôle                                | Notes               | Source |
| --------------------- | ---------------------------------------------------------- | ----------------------------------- | ------------------- | ------ |
| 13 avril 1992         | Crayon Shin-chan                                           | Femme                               |                     | [ 2 ]  |
| 10 octobre 1992       | Yu Yu Hakusho                                              | Kasumi Rin                          |                     | [ 2 ]  |
| 19 octobre 1992       | Kobo-chan                                                  | Akira, Shirakawa                    |                     | ,      |
| 1er avril 1993        | Kyō Kara Ore Wa!!                                          | Female Student                      | OVA                 | [ 3 ]  |
| 6 avril 1994          | Tottemo! Luckyman                                          | Machiko Medatsu                     |                     | ,      |
| 5 octobre 1994        | Blue Seed                                                  | Masako                              |                     | [ 3 ]  |
| 13 octobre 1994       | Mahōjin Guru Guru                                          | Griel                               |                     | ,      |
| 1994                  | Cooking Papa                                               | Female Student                      | Ep. 125             | [ 3 ]  |
| 14 janvier 1995       | Ninku                                                      | Yuka                                |                     | [ 2 ]  |
| 21 mars 1995          | Black Jack                                                 | Katina                              | OVA ep 4            | ,      |
| 5 avril 1995          | Ping-Pong Club                                             | Female teacher                      |                     | [ 2 ]  |
| 5 avril 1995–97       | Wedding Peach series                                       | Momoko Hanasaki / Wedding Peach     | Also DX             | ,      |
| 6 avril 1995          | Fushigi Yûgi                                               | Girl A, Girl B                      | TV series           | [ 3 ]  |
| 7 avril 1995          | Juuni Senshi Bakuretsu Eto Ranger                          | Cream, Juken                        |                     | ,      |
| 3 octobre 1995        | Mojacko                                                    | Piroro, Yumi                        |                     | [ 2 ]  |
| 5 octobre 1995        | Toma Kishinden Oni (ja)                                    | Moegi                               |                     | ,      |
| 1995–96               | Idol Project                                               | Kiwi                                |                     | [ 3 ]  |
| 3 avril 1996          | VS Knight Ramune & 40 Fire                                 | Cacao                               |                     | ,      |
| 6 avril 1996          | B't X                                                      | Nasha                               |                     | ,      |
| 10 avril 1996         | Burn-Up W                                                  | Maria                               | OVA                 | [ 3 ]  |
| 7 juin 1996           | Megami Paradise                                            | Pastel                              |                     | [ 3 ]  |
| 21 juin 1996          | Battle Arena Toshinden                                     | Ellis                               |                     | [ 3 ]  |
| 1er octobre 1996      | Saber Marionette J                                         | Gemini                              |                     | [ 3 ]  |
| 2 octobre 1996        | Raideen the Superior                                       | Girl                                | Ep. 35              | [ 2 ]  |
| 2 octobre 1996–97     | Gall Force: The Revolution                                 | Pony                                | OAV series          | [ 3 ]  |
| 14 octobre 1996       | Magical Project S                                          | Hikari Asahina                      | Ep. 18              | ,      |
| 21 décembre 1996      | Galaxy Fraulein Yuna Returns                               | Ayako                               | 2nd OVA series      | ,      |
| 2 avril 1997          | Haunted Junction                                           | Blue Hanten                         | Ep. 8               | ,      |
| 21 mai 1997           | Le Journal intime de Sakura                                | Urara Kasuga                        | OVA                 | [ 3 ]  |
| 21 mai 1997           | VS Knight Ramune & 40 Fresh                                | Cacao                               | OVA series          | [ 3 ]  |
| 21 mai 1997           | Wild Cardz                                                 | Prince Macdo, Prince Narudo         |                     | [ 3 ]  |
| 4 octobre 1997        | Anime Ganbare Goemon                                       | Asuka Tsuchiya                      |                     | [ 2 ]  |
| 6 octobre 1997        | Vampire Princess Miyu                                      | Yuko Shigetoshi                     | TV ep. 2            | ,      |
| 1er mars 1998         | Power Dolls Project Alpha                                  | Amy Pershing                        | OVA series          | ,      |
| 1er avril 1998        | Trigun                                                     | Stefany                             |                     | ,      |
| 7 avril 1998          | Cardcaptor Sakura                                          | Yoko Nakagawa                       | Ep. 14              | ,      |
| 8 avril 1998          | Princess Nine                                              | Seira Morimura                      |                     | ,      |
| 2 juillet 1998        | Shadow Skill: Eigi                                         | Rai Kurokkunesu                     |                     | [ 2 ]  |
| 25 juillet 1998       | Sakura Wars: The Gorgeous Blooming Cherry Blossoms         | Tsubaki Takamura                    | OVA ep. 4           | [ 2 ]  |
| 8 octobre 1998        | Bubblegum Crisis Tokyo 2040                                | Ellen                               | Ep. 7               | [ 3 ]  |
| 1998                  | Psychic Force                                              | Wendy                               | OVA                 | [ 3 ]  |
| 6 janvier 1999        | Legend of Himiko                                           | Kouran                              |                     | ,      |
| 1er avril 1999        | To Heart                                                   | Kotone Himekawa                     |                     | ,      |
| 1er avril 1999        | Betterman                                                  | Hinoki Sai                          |                     | ,      |
| 2 avril 1999          | Gokudo                                                     | Nihi                                |                     | [ 3 ]  |
| 30 juin 1999          | Great Teacher Onizuka                                      | Motoko Ohashi                       |                     | ,      |
| 5 octobre 1999        | Omishi Magical Theater: Risky Safety                       | Kairi                               |                     | [ 2 ]  |
| 6 octobre 1999        | Infinite Ryvius                                            | Cullen Lucciora, Juli Bahana        |                     | ,      |
| 8 octobre 1999        | Trouble Chocolate                                          | Deborah                             |                     | ,      |
| 30 novembre 1999–2006 | Di Gi Charat series                                        | Hikaru Usada / Rabi~en~Rose         | Also OVAs, specials | ,      |
| 18 décembre 1999–2000 | Sakura Wars: The Radiant Gorgeous Blooming Cherry Blossoms | Tsubaki Takamura                    | OVA                 | [ 2 ]  |
| 1999                  | Zoku Zoku Mura no Obaketachi                               | Pii                                 | Ep. 2               | [ 3 ]  |
| 10 janvier 2000       | Mon Colle Knights                                          | Batchii, Mii                        |                     | ,      |
| 4 avril 2000          | Platinumhugen Ordian                                       | Jill                                |                     | [ 2 ]  |
| 8 avril 2000          | Sakura Wars                                                | Tsubaki Takamura                    | TV series           | [ 2 ]  |
| 26 juillet 2000       | Hand Maid May                                              | Cyberdoll Sara                      |                     | ,      |
| 7 octobre 2000        | Shin Megami Tensei: DeviChil                               | Jack Frost,Karen, Pixie, Kamaitachi |                     | [ 2 ]  |
| 16 octobre 2000       | Android Kikaider: The Animation                            | Miyuki                              |                     | [ 2 ]  |
| 1er avril 2001        | Super Gals! Ran Kotobuki                                   | Shiori Asai                         | Ep. 12              | [ 2 ]  |
| 3 avril 2001          | Haré+Guu                                                   | Tomoyo Mamou                        |                     | [ 2 ]  |
| 4 avril 2001–02       | Sister Princess series                                     | Makuba                              | Also RePure         | [ 2 ]  |
| 15 avril 2001         | Geneshaft                                                  | Ema                                 |                     | [ 3 ]  |
| 10 août 2001          | One: Kagayaku Kisetsu e                                    | Yukimi Miyami                       | OAV                 | [ 2 ]  |
| 2 octobre 2001        | Final Fantasy: Unlimited                                   | Lisa Pacifist                       |                     | ,      |
| 4 octobre 2001        | Angel Tales                                                | Hebi no Yuki (Snake)                | TV series           | [ 2 ]  |
| 26 octobre 2001       | Najica Blitz Tactics                                       | Ai Irie                             | Ep. 4               | [ 3 ]  |
| 5 janvier 2002        | Panyo Panyo Di Gi Charat                                   | Narrator                            |                     | ,      |
| 10 janvier 2002       | Aquarian Age: Sign for Evolution                           | Yui Kono                            |                     | [ 2 ]  |
| 4 avril 2002          | Abenobashi Magical Shopping Street                         | Mitsuyo Imamiya                     |                     | [ 2 ]  |
| 19 avril 2002         | Atashin'chi                                                | Sudo                                |                     | [ 2 ]  |
| 25 mai 2002           | Nakoruru                                                   | Nakoruru's Mother, Rera             | OVA（一般）         | ,      |
| 2 juillet 2002        | Witch Hunter Robin                                         | Yurika Dōjima                       |                     | ,      |
| 1er octobre 2002      | Spiral : Les Liens du raisonnement                         | Reiko Hatsuyama                     |                     | ,      |
| 1er octobre 2002      | Ghost in the Shell: Stand Alone Complex                    | Kanabi                              |                     | [ 2 ]  |
| 3 octobre 2002        | Naruto                                                     | Mai Kagetsu                         |                     | [ 2 ]  |
| 11 novembre 2002      | Piano                                                      | Saito-san                           |                     | ,      |
| 6 mars 2003           | Angel Tales                                                | Hebi no Yuki (Snake)                | OVA series          | [ 2 ]  |
| 6 avril 2003          | Di Gi Charat Nyo                                           | Hikaru Usada / Rabi~en~Rose         |                     | [ 2 ]  |
| 7 avril 2003          | Dear Boys                                                  | Kaori Kudo                          |                     | [ 2 ]  |
| 8 mai 2003            | Saint Beast                                                | Yuki Megami                         |                     | [ 2 ]  |
| 2 octobre 2003        | Yami to Boushi to Hon no Tabibito                          | Meirin, Tamamo no Mae               |                     | ,      |
| 4 octobre 2003        | Fullmetal Alchemist                                        | Paninya                             |                     | [ 2 ]  |
| 16 octobre 2003       | Uninhabited Planet Survive!                                | Zilba                               |                     | [ 2 ]  |
| 2003                  | Leave it to Piyoko!                                        | Hikaru Usada / Rabi~en~Rose         | OAV                 | [ 2 ]  |
| 3 avril 2004          | Sergent Keroro                                             | Hikari Usanda                       |                     | [ 2 ]  |
| 6 avril 2004          | Monster                                                    | Lotte Frank                         |                     | [ 2 ]  |
| 6 avril 2004          | Burst Angel                                                | Maria                               |                     | [ 2 ]  |
| 2 octobre 2004        | ToHeart: Remember my memories                              | Kotone Himekawa                     |                     | ,      |
| 4 octobre 2004        | Samurai Gun                                                | Kurenai                             |                     | ,      |
| 12 octobre 2004       | Yakitate!! Japan                                           | Hokahoka Oneesan                    | Ep. 53              | [ 2 ]  |
| 8 janvier 2005        | Gallery Fake                                               | Linda                               | Ep. 15              | [ 2 ]  |
| 13 février 2005       | Majime ni Fumajime: Kaiketsu Zorori                        | Sandy                               |                     | [ 2 ]  |
| 6 juillet 2005        | Tide-Line Blue                                             | Jose                                |                     | [ 2 ]  |
| 4 octobre 2005        | Gunparade Orchestra                                        | Satomi Kozeki                       |                     | [ 2 ]  |
| 3 avril 2006          | Girl's High                                                | Kyoko Himeji                        |                     | ,      |
| 6 avril 2006          | xxxHolic                                                   | Kaoruko, Sakurako                   | Ep. 14, 15          | [ 2 ]  |
| 1er octobre 2006      | Project G.A. ja:ギャラクシーエンジェる〜ん                 | Usada Meijin / Rabi~en~Rose         |                     | [ 2 ]  |
| 1er octobre 2006      | Galaxy Angel Rune                                          | Hikaru Usada / Rabi~en~Rose         | TV ep. 3            | [ 3 ]  |
| 3 octobre 2006        | Shōnen Onmyōji                                             | Atsuko                              |                     | [ 2 ]  |
| 4 octobre 2006        | My-Hime                                                    | Mutsumi Kojo                        |                     | [ 2 ]  |
| 7 octobre 2006–08     | Shooting Star Rockman                                      | Harp                                | Also Tribe          | [ 2 ]  |
| 19 janvier 2007       | Tokyo Demon Campus                                         | Maiko Takamizawa                    | Also 2nd Act        | [ 2 ]  |
| 28 mars 2007          | Hitohira                                                   | Risaki Nishida                      |                     | ,      |
| 7 avril 2007          | Saiunkoku monogatari                                       | Ruka Hanada                         |                     | [ 2 ]  |
| 7 avril 2007          | Lovely Complex                                             | Stylist Nakahara                    |                     | [ 2 ]  |
| 19 juillet 2007       | Shigurui: Death Frenzy                                     | Oyo お蓉                            |                     | [ 2 ]  |
| 2 octobre 2007        | Myself; Yourself                                           | Staff                               |                     | [ 2 ]  |
| 4 janvier 2008        | Hatenkō Yūgi                                               | Vincent                             |                     | [ 2 ]  |
| 8 avril 2008          | Top Secret ~The Revelation~                                | Misa Yoshino                        |                     | [ 2 ]  |
| 1er octobre 2008      | Rosario + Vampire Capu2                                    | Apsara-sensei                       |                     | [ 2 ]  |
| 1er février 2009      | Fresh Pretty Cure!                                         | Ayumi Momozono                      |                     | [ 2 ]  |
| 5 avril 2009          | Cross Game                                                 | Kimie Kitamura                      |                     | [ 2 ]  |
| 10 janvier 2010       | Hanamaru Kindergarten                                      | Tsuchida's mother                   |                     | [ 2 ]  |
| 4 avril 2010          | Lilpri                                                     | Tomoko Sasaki                       |                     | [ 2 ]  |
| 4 octobre 2010        | Yosuga no Sora                                             | Haruka's Mother                     | Ep. 10              | [ 2 ]  |
| 7 avril 2011          | Sket Dance                                                 | Mariji Blue                         |                     | [ 2 ]  |
| 7 avril 2011          | Softenni                                                   | Kyōko Miyoshi                       |                     | ,      |
| 10 janvier 2012       | Listen to Me, Girls. I Am Your Father!                     | Yoshiko Sahara                      |                     | [ 2 ]  |
| 5 février 2012        | Smile PreCure!                                             | Chiharu Kise                        |                     | [ 2 ]  |
| 6 octobre 2012        | Code Breaker                                               | Yuki Sakurakōji                     |                     | [ 2 ]  |
| 4 avril 2013          | Devil Survivor 2: The Animation                            | Black Frost                         |                     | [ 2 ]  |
| 2 juillet 2013        | Brothers Conflict                                          | Kaori Kishida                       |                     | [ 2 ]  |
| 4 juillet 2013        | Love Lab                                                   | Sakagami-sensei                     |                     | [ 2 ]  |
| 3 octobre 2013–14     | Aikatsu!                                                   | Koharu Oozora                       | Season 2 and 3      | [ 2 ]  |
| 5 janvier 2015        | Divine Nanami                                              | Kami Ochi                           |                     | [ 2 ]  |

### Films
| Year             | Title                                                              | Rôle                        | Notes | Source |
| ---------------- | ------------------------------------------------------------------ | --------------------------- | ----- | ------ |
| 12 avril 1997    | Ultra Nyan: Hoshizora Kara Maiorita Fushigi Neko (movie            | Momo                        |       | [ 2 ]  |
| 14 mars 1998     | Ultra Nyan 2: Happy Daisakusen                                     | Momo                        |       | [ 2 ]  |
| 18 juillet 1998  | Pocket Monsters the Movie: Mewtwo Strikes Back                     | Aitwo                       |       | ANN    |
| 1er août 1998    | Slayers Gorgeous                                                   | Marlene Karubato            |       | [ 2 ]  |
| 10 mars 2001     | Doraemon: Nobita and the Winged Braves                             | Milk                        |       | [ 2 ]  |
| 22 décembre 2001 | Sakura Wars: The Movie                                             | Tsubaki Takamura            |       | ,      |
| 22 décembre 2001 | Di Gi Charat - A Trip to the Planet                                | Hikaru Usada / Rabi~en~Rose |       | [ 2 ]  |
| 17 avril 2004    | Detective Conan: Magician of the Silver Sky                        | Natsuki Sakai               |       | [ 2 ]  |
| 31 octobre 2009  | Fresh PreCure the Movie: The Kingdom of Toys has Lots of Secrets!? | Ayumi Toen                  |       | [ 2 ]  |
| 28 décembre 2013 | Majocco Shimai no Yoyo to Nene                                     | Oyomi                       |       | ,      |

### Jeux vidéo
| Année                  | Titre                                                                        | Rôle                               | Notes                     | Source |
| ---------------------- | ---------------------------------------------------------------------------- | ---------------------------------- | ------------------------- | ------ |
| 16 décembre 1994       | Power Dolls 2                                                                | Amy Pershing                       | PS1/PS2                   | ,      |
| 16 juin 1995           | Seifuku Densetsu Pretty Fighter X                                            | Aoki Marin                         | Sega Saturn               | [ 3 ]  |
| 20 octobre 1995        | Tokimeki Mah Jong Paradise: Koi no tenpai beat                               |                                    | 3DO, Sega Saturn          | [ 3 ]  |
| 26 janvier 1996        | Tokimeki Card Paradise: Koi no Royal Straight Flush                          |                                    | PC-FX                     | [ 3 ]  |
| 4 juillet 1996         | Lunar: Silver Star Story                                                     | Luna Noah                          | Sega Saturn               | ,      |
| 9 août 1996            | Nightruth: Explanation of the Paranormal - Yami no Tobira                    | Remika Kujou                       | Sega Saturn               | ,      |
| 13 septembre 1996      | Mahou Shoujo Fancy Coco                                                      | Milk Kahlua                        | PlayStation               | [ 3 ]  |
| 27 septembre 1996      | Wedding Peach: Doki Doki Oironaoshi                                          | Momoko Hanasaki                    | PlayStation               | [ 3 ]  |
| 27 septembre 1996–2003 | Sakura Wars series                                                           | Tsubaki Takamura                   |                           | ,      |
| 22 novembre 1996       | Fist                                                                         | Marin Aoki                         | PS1/PS2                   | ,      |
| 20 décembre 1996       | Alice in Cyberland                                                           | Saki Takakura                      | PlayStation               | [ 3 ]  |
| 7 mars 1997            | Shinseiki Evangelion: 2nd Impression                                         | Mayumi Yamagichi                   | Sega Saturn               | ,      |
| 28 mars 1997           | Doki Doki Pretty League ja:ドキドキプリティリーグ                            | Reiko Nakayama                     | PS1/PS2                   | ,      |
| 28 mars 1997           | Cross Romance: Koi to Mahjong to Hanafuda to                                 | Yurika Fushimi                     |                           | ,      |
| 18 avril 1997          | Jantei Battle Cosplayer                                                      | Yuriko                             | Sega Saturn               | [ 2 ]  |
| 11 juillet 1997        | Bulk Slash                                                                   | Rira Heart                         | Sega Saturn               | [ 3 ]  |
| 18 juillet 1997        | Eternal Fantasy                                                              | Sheila Sheffield                   |                           | ,      |
| 11 septembre 1997      | Breath of Fire III                                                           | Nina                               | PS1/PS2                   | [ 2 ]  |
| 25 septembre 1997      | Ayakashi Ninden Kunoichiban                                                  | Haruka Shiranui                    | PS1/PS2                   | ,      |
| 2 octobre 1997         | Zen-Nippon Bishoujou Grand Prix: Find Love                                   |                                    | Sega Saturn               | [ 3 ]  |
| 16 octobre 1997        | Wizard's Harmony 2                                                           | Tifa Clausen                       |                           | ,      |
| 6 novembre 1997        | 10101: Will the Starship ja:10101〜“WILL”The Starship〜                      | Yu Yaron                           | PS1/PS2                   | [ 2 ]  |
| 4 décembre 1997        | Galaxy Fraulein Yuna 3: Lightning Angel                                      | 亜耶乎                             | Sega Saturn               | [ 2 ]  |
| 5 décembre 1997        | The Last Blade                                                               | Hibiki Takane                      | Other                     | [ 2 ]  |
| 15 janvier 1998        | The Star Bowling Vol. 2                                                      |                                    | Sega Saturn               | [ 3 ]  |
| 22 janvier 1998        | The Star Bowling DX                                                          |                                    | PlayStation               | [ 3 ]  |
| 26 février 1998        | Dōkoku soshite… ja:慟哭 そして…                                              | 華苗                               | Sega Saturn               | ,      |
| 26 février 1998        | Misa no Mahou Monogatari                                                     | Sakuraba Miki                      | PlayStation               | [ 3 ]  |
| 27 février 1998        | Anime Freak FX Vol. 6                                                        | Kyoko Hikami                       | PC-FX                     | [ 3 ]  |
| 12 mars 1998           | Zutto Issho ja:ずっといっしょ                                                | Kaoru Wakabayashi, Kotone Misaki   | PS1/PS2                   | ,      |
| 13 mars 1998           | Pocket Love 2                                                                | Suzune Aikawa                      | Other                     | ,      |
| 2 avril 1998           | Dragon Force II: Kamisarishi Daichi ni                                       | Lily, Hilda                        | Sega Saturn               | ,      |
| 28 mai 1998            | Lunar: Silver Star Story Complete                                            | Luna Noah                          | PS1/PS2                   | [ 2 ]  |
| 25 juin 1998           | Galaxy Fraulein Yuna: Final Edition                                          | Ayako                              | PS1/PS2                   | ,      |
| 30 juillet 1998        | Ojousama Express ja:お嬢様特急                                               | Mami Sakurai                       |                           | ,      |
| 10 septembre 1998      | Kimagure My Baby -Musume no sugoroku seichouki- [PlayStation]                | Miki                               | PlayStation               | [ 3 ]  |
| 23 septembre 1998      | Doki Doki Pretty League: Nekketsu Otome Seishunki                            | Reiko Nakayama                     | PS1/PS2                   | ,      |
| 26 novembre 1998       | Poporogu ja:ポポローグ                                                       | Milt                               | PS1/PS2                   | [ 2 ]  |
| 17 décembre 1998       | Atelier Elie: The Alchemist of Salburg 2                                     | Marurone                           | PS1/PS2                   | [ 2 ]  |
| 1998                   | 17 Sai -My Dear Angel-                                                       | Ayaka Natsume                      | Windows                   | [ 3 ]  |
| 1998                   | The Last Blade 2                                                             | Takane Hibiki                      | Arcade, Neo Geo]          | [ 3 ]  |
| 14 janvier 1999        | Evil Zone                                                                    | Saizuki Setsuna                    | PlayStation               | [ 3 ]  |
| 25 février 1999        | Eberouge 2                                                                   | Mar Anhalt                         | PlayStation               | [ 3 ]  |
| 4 mars 1999            | Psychic Force 2012                                                           | Wendy Rian                         | Dreamcast, Windows]       | [ 3 ]  |
| 4 mars 1999            | Sonata                                                                       | Fushimi Nayabashi                  | PS1/PS2                   | ,      |
| 11 mars 1999           | Legend of Himiko                                                             | Kouran                             | PS1/PS2                   | ,      |
| 11 mars 1999           | Doki Doki On Air 2                                                           | guest                              | Windows, Mac, PlayStation | [ 3 ]  |
| 25 mars 1999           | To Heart                                                                     | Kotone Himekawa                    | PS1/PS2                   | [ 2 ]  |
| 2 septembre 1999       | Dancing Blade: Katteni Momotenshi!                                           | Nazuna                             | PlayStation               | [ 3 ]  |
| 16 décembre 1999       | Ouka Houshin                                                                 | Ryuura Koushu                      | Dreamcast                 | [ 3 ]  |
| 1999                   | Desire                                                                       | Makoto Izumi                       |                           | [ 3 ]  |
| 16 mars 2000           | ja:夏色剣術小町                                                              | 春日部舞                           | PS1/PS2                   | [ 2 ]  |
| 27 avril 2000          | Breath of Fire IV                                                            | Nina                               | PS1/PS2                   | [ 2 ]  |
| 24 août 2000           | Eternal Suite All Star Project ja:悠久組曲 All Star Project                  | Sheila Sheffield                   | PS1/PS2                   | ,      |
| 31 août 2000           | Happy Salvage                                                                | Miranda                            | PS1/PS2                   | ,      |
| 21 décembre 2000       | Tenshi no Present: Marl Ōkoku Monogatari                                     | Pekonyan                           | PS1/PS2                   | [ 2 ]  |
| 6 septembre 2001       | Di Gi Charat Fantasy                                                         | Rabi en Rose                       | Windows98/ME/2000]        | [ 3 ]  |
| 15 novembre 2001       | Marl de Jigsaw                                                               | Pekonyan                           | PS1/PS2                   | [ 2 ]  |
| 14 novembre 2002       | Breath of Fire: Dragon Quarter                                               | Nina                               | PS1/PS2                   | [ 2 ]  |
| 27 juin 2003           | To Heart                                                                     | Kotone Himekawa                    | PC（一般）                | ,      |
| 31 juillet 2003        | Sakura Setsugetsuka ja:SAKURA 〜雪月華〜                                     | Yuuko Fukami                       | PS1/PS2                   | ,      |
| 7 août 2003            | Ys I&II Eternal Story                                                        | Feena                              |                           | ,      |
| 23 septembre 2003      | Capcom vs. SNK 2 EO                                                          | Takamine Hibiki                    | GameCube, PS2, Xbox]      | [ 3 ]  |
| 10 octobre 2003        | Samurai Shodown V                                                            | Leila                              | Other                     | [ 2 ]  |
| 20 novembre 2003       | Di Gi Charat Fantasy Excellent                                               | Rabi en Rose                       | Playstation2]             | [ 3 ]  |
| 24 juin 2004           | ja:3年B組金八先生 伝説の教壇に立て!                                          | Ayaka Hijiri                       | PS1/PS2                   | [ 2 ]  |
| 28 octobre 2004        | Sentimental Prelude ja:センチメンタルプレリュード                            | Satomi Hasegawa                    | PS1/PS2                   | ,      |
| 24 mars 2005           | Darkstalkers Chronicle: The Chaos Tower                                      |                                    | PSP]                      | [ 3 ]  |
| 27 mai 2005            | Sakura Setsugetsuka: Beauties of Nature Premium Edition ja:SAKURA 〜雪月華〜 | Yuuko Fukami                       | PC（一般）                | [ 2 ]  |
| 30 juin 2005           | Mai-HiME: Unmei no Keitōju                                                   | Mutsumi Kujo (Saeko Kuga)          | PS1/PS2                   | [ 2 ]  |
| 26 août 2005           | Princess Concerto                                                            | Chariot                            | PC（一般）                | [ 2 ]  |
| 27 octobre 2005        | Shadow of the Colossus                                                       | Dorumin                            | PS1/PS2                   | [ 2 ]  |
| 1er décembre 2005      | Yoshitsune-ki 義経紀                                                         | Gozen Shizuka                      | PS1/PS2                   | [ 2 ]  |
| 31 mars 2006           | True Tears                                                                   | Asumi Akiyama                      |                           | [ 2 ]  |
| 20 juillet 2006        | Gunparade Orchestra: Ao no Shou                                              | Satomi Koseki                      | PS1/PS2                   | ,      |
| 28 septembre 2006      | Joshikōsei Game's High                                                       | Kyoko Himeji                       | PS1/PS2                   | [ 2 ]  |
| 22 février 2007        | Higurashi no Naku Koro ni Matsuri                                            | 間宮リナ                           | PS1/PS2                   | [ 2 ]  |
| 10 août 2007           | Shinkyoku Sōkai Polyphonica The Black                                        | ウォナーリア・ゲニカ・ヤクリトーレ |                           | [ 2 ]  |
| 12 novembre 2009       | Lunar: Silver Star Harmony                                                   | Luna Noah                          | PSP                       | [ 2 ]  |
| 17 février 2011        | Catherine                                                                    | Martha Uspensky                    | PS3                       | [ 2 ]  |
| 14 juin 2012           | Root Double: Before Crime * After Days                                       | Kirara & Beyondo Kirmi             | X-Box360                  | [ 2 ]  |
| 6 février 2014         | Super Heroine Chronicle                                                      | Hikaru Usada / Rabi~en~Rose        |                           | ,      |
| 5 juin 2014–15         | Stranger of Sword City                                                       | Maririsu kuraibaumu                |                           | [ 2 ]  |
| 12 mars 2015           | Higurashi When They Cry Sui                                                  | 間宮リナ                           |                           | [ 2 ]  |
| 20 janvier 2023        | Fire Emblem Engage                                                           | Ève                                | Nintendo Switch           | [ 2 ]  |

### Dubbing
| Titre                          | Rôle            | Notes         | Source |
| ------------------------------ | --------------- | ------------- | ------ |
| Boy Meets World                | Topanga         |               | [ 1 ]  |
| Didier                         | Mijo            |               | [ 1 ]  |
| Fame                           | Michelle        |               | [ 1 ]  |
| Hideaway                       | Samantha        |               | [ 1 ]  |
| Home Alone 2: Lost in New York | Linney          |               | [ 1 ]  |
| Honey, I Blew Up the Kid       | Adam            |               | [ 1 ]  |
| Nick of Time                   | Courtney Chase  |               | [ 1 ]  |
| Scream                         | Sidney Prescott | Neve Campbell | [ 1 ]  |
| The Broken Chain               | Catherine       |               | [ 1 ]  |
| U Turn                         | Jenny           | Claire Danes  | [ 1 ]  |
| Night Angel 真夜中の天使       | Linda           |               | [ 1 ]  |
| ＰａＰａ                       | Lee Young Ae    |               | [ 1 ]  |

### Audio dramas
| Titre                                                                                                  | Rôle                             | Notes     | Source |
| --- | -------------------------------- | --------- | ------ |
| Di Gi Charat                                                                                           | Hikaru Usada                     |           | [ 3 ]  |
| Hand Maid May                                                                                          | CBD Sara                         |           | [ 3 ]  |
| Higurahi no naku koro ni kai tsumihoroboshi-hen                                                        | Rina Mamiya                      |           | [ 2 ]  |
| Infinite Ryvius                                                                                        |                                  |           | [ 3 ]  |
| Kindaichi Case Files: akuma kumikyoku satsujin jiken                                                   | Miyuki Nanase                    |           | [ 2 ]  |
| Legend of Himiko                                                                                       | Kouran                           |           | [ 3 ]  |
| Little Princess: Marl Ōkoku no Ningyō Hime 2: Another Diary                                            |                                  |           | [ 3 ]  |
| Megami Paradise                                                                                        | Pastel                           |           | [ 3 ]  |
| Power Dolls                                                                                            | Amy Pershing                     | radio     | [ 3 ]  |
| Power Dolls Wedding March                                                                              | Amy Pershing                     |           | [ 2 ]  |
| Psychic Force                                                                                          | Wendy Ryan                       | CD, Radio | [ 3 ]  |
| Sakura Wars                                                                                            | Takamura Tsubaki                 |           | [ 3 ]  |
| Wedding Peach                                                                                          | Momoko Hanasaki                  |           | [ 3 ]  |
| Bouken Radio Movie CD Vol 2                                                                            | Sou Meiran                       |           | [ 3 ]  |
| Click and Dead                                                                                         | Erina                            |           | [ 3 ]  |
| Desire                                                                                                 | Makoto Izumi                     |           | [ 3 ]  |
| Happy Boy                                                                                              | Neko-sensei                      |           | [ 3 ]  |
| Houshin Engi                                                                                           | Tou Sengyoku                     |           | [ 3 ]  |
| Jajauma Quartette                                                                                      | Prince Macdo, Prince Narudo      | Radio     | [ 3 ]  |
| Kindaichi Case Files: shinigami byōin satsujin jiken                                                   | Miyuki Nanase                    |           | [ 2 ]  |
| Luna Silver Story Lunatic Festa                                                                        | Luna                             |           | [ 3 ]  |
| Mahou Shoujo Fancy CoCo                                                                                | Milk Kahlua                      |           | [ 3 ]  |
| Minna de tsukuru Yuukyuu CDI                                                                           |                                  |           | [ 3 ]  |
| Neko na Kankei                                                                                         | Asuka                            |           | [ 3 ]  |
| Pocket Monster Sound Picture Box "Mewtwo no tanjou"                                                    | Ai                               |           | [ 3 ]  |
| Popful Mail The Next Generation                                                                        | Rem                              |           | [ 3 ]  |
| Shin Kaori kōkō ren'ai sasupensu koibito-tachi no pashi~on 新花織高校恋愛サスペンス 恋人たちのパシォン | Chitose Airport Female Employees |           | [ 2 ]  |
| Shinsetsu Samurai Spirits Bushidou Retsuden                                                            | Rimururu                         | Radio     | [ 3 ]  |
| Suehiro Shoutengai Pre-Drama CD -Prelude-                                                              | Kusaka Chiharu                   |           | [ 3 ]  |
| Tohshinden -Before Stage-                                                                              | Ellis                            |           | [ 3 ]  |
| Wrestle Angels Original Fighting Story                                                                 | Megumi Muto                      |           | [ 2 ]  |
| Yuukyuu Gensoukyoku "Yuukyuu Ongakusai"                                                                |                                  |           | [ 3 ]  |
| Yuukyuu Gensoukyoku THE BEST -Selected by Characters-                                                  | Sheila Sheffield                 |           | [ 3 ]  |